# Postkantoor (Heemstede)
Het Postkantoor in de Noord-Hollandse plaats Heemstede is een voormalig postkantoorgebouw gebouwd in opdracht van het Staatsbedrijf der Posterijen, Telegrafie en Telefonie (PTT). Het is gelegen aan de Binnenweg en is in 1959 als zodanig ontworpen door Dick Greiner, bekend als ontwerper van het Amsterdamse Betondorp. Het betonnen gebouw is een utiliteitsgebouw, vormgegeven in de stijl van de nieuwe zakelijkheid.
Het gebouw werd gebouwd op de plek waar tot omstreeks 1955 het verwaarloosde herenhuis Land- en Spaarnzicht stond. Het gebouw kenmerkt zich zowel aan de binnenkant als aan de buitenzijde door een sobere en eenvoudige architectuur. Wel is er gebruik gemaakt van kostbare glas- en houtelementen. De door Carel Kneulman vervaardigde abstracte sculptuur Le Printemps bevindt zich aan de buitengevel. Verder werd het gebouw aan de voorzijde voorzien van een tuinaanleg door de tuinarchitecte Mien Ruys.
Het pand is tot omstreeks 2006 in gebruik gebleven als postkantoor. Op 6 november 2006 opende TNT, het voormalige PTT, een nieuw postkantoor met een verregaande vorm van automatisering aan de Binnenweg 206. Het gebouw heeft geen beschermde status en staat anno 2021 op de nominatie om gesloopt te worden. De eigenaar wil op de vrijgekomen plek woningen ontwikkelen. Het pand is sinds 2007 in gebruik als vestiging van Rivièra Maison.

## Trivia
- Oudere postkantoren van Heemstede waren gevestigd aan de Raadhuisstraat 27 en Raadhuisstraat 24.[1]